# Noctua subapicalis
Noctua subapicalis är en fjärilsart som beskrevs av Herrich-Schäffer 1869. Noctua subapicalis ingår i släktet Noctua och familjen nattflyn. Inga underarter finns listade i Catalogue of Life.